# Lista över insjöar i Helsingborgs kommun
Detta är en lista över sjöar i Helsingborgs kommun baserad på sjöns utloppskoordinat. Om någon sjö saknas, kontrollera grannkommunens lista.

## Lista
| Namn | Koordinat                                     | Sjöid         | VYID | Yta (km²) | Strandlinje (km) | Höjd (m) | Maxdjup (m) | Volym (m³) | HARO  | Natura 2000 |
| ---- | --------------------------------------------- | ------------- | ---- | --------- | ---------------- | -------- | ----------- | ---------- | ----- | ----------- |
|      | 56°07′53″N 12°49′01″Ö / 56.13142°N 12.81702°Ö | 622659-131422 |      | 0,0423    | 0,879            | 8        |             |            | 95000 |             |
|      | 56°11′32″N 12°45′59″Ö / 56.19210°N 12.76637°Ö | 623348-131137 |      | 0,0545    | 0,956            | 7,2      |             |            | 94095 |             |